# Maurice Fellous
Pour les articles homonymes, voir Fellous.
Maurice Fellous est un directeur de la photographie français, né le 3 août 1925 à Paris et mort le 26 avril 2015 à Houdan (Yvelines). Frère de Roger Fellous (1919-2006), également chef opérateur, il est notamment connu pour sa longue collaboration avec Georges Lautner.

## Biographie
Maurice Fellous travaille comme mécanicien de caméras aux studios de Saint-Maurice (Val-de-Marne) entre 1946 et 1948, tout en bénéficiant des cours du soir de l’Institut Des Hautes Études Cinématographiques (IDHEC). En 1948, il devient, grâce au producteur Robert Sussfeld, l'assistant du chef opérateur Roger Dormoy.
Au cours des années 1950, il devient le caméraman de son frère Roger Fellous, directeur de la photographie de films signés Claude Boissol, Pierre Gaspard-Huit, René Jolivet, Dimitri Kirsanoff…
En 1956, Une fée pas comme les autres, réalisé par Jean Tourane, est le premier long métrage dont Maurice Fellous signe la lumière. Ce film de fiction en couleurs est tourné entièrement avec des animaux dans des décors de studio.
En 1958, Roger Fellous et Maurice Fellous s'associent avec Jean Dicop (assistant du chef opérateur Armand Thirard) pour créer le zoom-scope, premier zoom français pour le cinémascope.
Le début des années 1960 marque un tournant dans la carrière de Maurice Fellous. Avec Guy Tabary, il signe la direction de la photographie du film Le Voyage en ballon d'Albert Lamorisse. En Espagne, le film reçoit le Prix Sant Jordi de la meilleure photographie dans un film étranger.
À la même époque, il éclaire le troisième film de Georges Lautner, Arrêtez les tambours, un film pacifiste sur la seconde guerre mondiale. C'est le début d'une longue collaboration entre les deux hommes : jusqu'en 1976, Maurice Fellous est le directeur de la photographie attitré de Georges Lautner sur 23 longs métrages.
Maurice Fellous éclaire Mireille Darc dans 15 longs métrages.
Il travaille aussi avec André Cayatte, ancien avocat et cinéaste engagé : Mourir d'aimer, Il n'y a pas de fumée sans feu et À chacun son enfer, interprétés par Annie Girardot.
Son dernier long métrage est un documentaire sur François Truffaut.

## Filmographie

### Caméraman - Cinéma
- 1955 : Dix-huit Heures d'escale de René Jolivet, photographie de Roger Fellous
- 1955 : Le Crâneur de Dimitri Kirsanoff, photographie de Roger Fellous
- 1956 : Ce soir les jupons volent de Dimitri Kirsanoff, photographie de Roger Fellous
- 1957 : Les Lavandières du Portugal de Pierre Gaspard-Huit et Ramón Torrado, photographie de Roger Fellous
- 1957 : Quelle sacrée soirée de Robert Vernay, photographie de Roger Fellous
- 1958 : Julie la rousse de Claude Boissol, photographie de Roger Fellous
- 1961 : Quai Notre-Dame de Jacques Berthier, photographie de Roland Pontoizeau

### Directeur de la photographie - Cinéma
- 1956 : Une fée pas comme les autres de Jean Tourane
- 1960 : Le Voyage en ballon de Albert Lamorisse  -  Sélection officielle - Mostra de Venise 1960
- 1960 : Arrêtez les tambours de Georges Lautner
- 1961 : Le Monocle noir de Georges Lautner
- 1962 : En plein cirage de Georges Lautner
- 1962 : Le Septième Juré de Georges Lautner
- 1962 : Le Scorpion de Serge Hanin
- 1962 : L'Œil du Monocle de Georges Lautner
- 1963 : Les Tontons flingueurs de Georges Lautner
- 1964 : Des pissenlits par la racine de Georges Lautner
- 1964 : Le Monocle rit jaune de Georges Lautner
- 1964 : Les Barbouzes de Georges Lautner
- 1965 : Fifi la plume de Albert Lamorisse  -  Prix de la Commission Supérieure Technique - Festival de Cannes 1965
- 1965 : Les Bons Vivants de Georges Lautner
- 1966 : Fruits amers de Jacqueline Audry  -  Grand Prix du cinéma français 1966
- 1966 : Galia de Georges Lautner  -  Prix de la meilleure actrice pour Mireille Darc - Festival de Mar del Plata (Argentine) 1966
- 1966 : Ne nous fâchons pas de Georges Lautner
- 1967 : La Grande Sauterelle de Georges Lautner
- 1967 : Jerk à Istanbul de Francis Rigaud
- 1967 : Fleur d'oseille de Georges Lautner
- 1968 : Trois Filles vers le soleil de Roger Fellous
- 1968 : Le Pacha de Georges Lautner
- 1970 : Mourir d'aimer de André Cayatte - Grand Prix du cinéma français 1970 - Nommé pour le Golden Globe (USA) du meilleur film étranger 1972
- 1970 : La Route de Salina de Georges Lautner  -  Prix de la meilleure actrice pour Mimsy Farmer - David di Donatello 1971 (César italien)
- 1971 : Il était une fois un flic de Georges Lautner
- 1971 : Laisse aller... c'est une valse ! de Georges Lautner
- 1973 : Quelques messieurs trop tranquilles de Georges Lautner
- 1973 : Il n'y a pas de fumée sans feu de André Cayatte  - Grand Prix du Jury (Ours d'Argent) - Festival de Berlin 1973
- 1973 : La Valise de Georges Lautner
- 1974 : OK patron de Claude Vital
- 1974 : Comment réussir quand on est con et pleurnichard de Michel Audiard
- 1974 : Les Seins de glace de Georges Lautner
- 1975 : L'Arrestation de Raphaël Rebibo
- 1975 : Pas de problème ! de Georges Lautner
- 1976 : On aura tout vu de Georges Lautner
- 1976 : Le Chasseur de chez Maxim's de Claude Vital
- 1976 : Les Grands Moyens de Hubert Cornfield
- 1977 : L'Homme pressé de Édouard Molinaro
- 1977 : À chacun son enfer de André Cayatte
- 1979 : Mais qu'est-ce que j'ai fait au bon Dieu pour avoir une femme qui boit dans les cafés avec les hommes ? de Jan Saint-Hamont
- 1982 : Si elle dit oui... je ne dis pas non !  de Claude Vital
- 1983 : Sandy de Michel Nerval
- 1983 : Flics de choc de Jean-Pierre Desagnat
- 1984 :   Canevas la ville de Charles Dubois
- 1984 :   Edut me'ones de Raphaël Rebibo
- 1986 :   The Secrets of love de Harry Kümel
- 1988 : Les Prédateurs de la nuit de Jesús Franco
- 1991 : Lapsus, court métrage de Cyril Huot et Jérôme Soubeyrand
- 1993 : François Truffaut : portraits volés de Michel Pascal et Serge Toubiana  -  Sélection officielle - Un Certain Regard - Festival de Cannes 1993
- 2001 : Qui cherche trouve, court métrage de Jérôme Soubeyrand

### Directeur de la photographie - Télévision
- 1968 : Wien nach Noten, Vienne en Musique (téléfilm) de Heinz Liesendahl
- 1973 : Le Temps de vivre, le temps d'aimer (feuilleton) de Louis Grospierre
- 1978 : Le Temps d'une république (feuilleton), épisode De guerre lasse de Louis Grospierre
- 1978 : Le Temps d'une république (feuilleton), épisode Le Bord de la mer de Michel Wyn
- 1979 : Le Concierge revient de suite (téléfilm) de Michel Wyn
- 1980 : Les Mystères de Paris (feuilleton) de André Michel
- 1981 : Les Héritiers (série), épisodes Les Brus de Juan Luis Buñuel et La Propriété de Serge Leroy
- 1982 : L' Enfant et les magiciens (téléfilm) de Philippe Arnal
- 1983 : Zone rouge (téléfilm) de Robert Valey
- 1984 : Barbra à La Une (divertissement), avec Barbra Streisand et Sacha Distel, de Pierre Fournier-Bidoz
- 1986 : Série rose, épisodes de Michel Boisrond, Juan Luis Buñuel, Maurice Fasquel, Harry Kümel, Alain Schwartzstein
- 1986 : Comme un poisson sans bicyclette (téléfilm) de Jean-Claude Charnay
- 1987 : Deux locataires pour l'Élysée (téléfilm) de Éric Le Hung
- 1987 : Les Troyens d'Hector Berlioz (opéra) de Pierre Cavassilas
- 1992 : Ute Lemper chante Kurt Weill (divertissement) de Jean-Pierre Barizien
- 1994 : L'Homme de mes rêves (téléfilm) de Georges Lautner
- 1995 : Cluedo (série), épisode La Chute d'une petite reine de Stéphane Bertin
- 2000 : Scénarios sur la drogue (série), épisode Le Bistrot de Georges Lautner

## Récompenses et nominations
- Prix Sant Jordi du cinéma 1962 (Espagne) : Meilleure photographie dans un film étranger pour Le Voyage en ballon (partagé avec Guy Tabary).